# Club Deportivo Leganés
El Club Deportivo Leganés, S. A. D. es un club de fútbol español con sede en Leganés, Comunidad de Madrid. Compite en la Segunda División de España desde la temporada 2025-26.
La entidad fue fundada en 1928 y no destacó a nivel nacional hasta que en la temporada 1992-93 ascendió a Segunda División. El debut en la Liga de Fútbol Profesional supuso también su transformación en sociedad anónima deportiva en 1995. A lo largo de su historia ha militado cinco temporadas en Primera División: cuatro consecutivas desde 2016 hasta 2020, y una segunda etapa en 2024-25.

## Historia
El Club Deportivo Leganés fue fundado el 23 de junio de 1928 por Félix Pérez de la Serna, siendo su primer presidente Ramón del Hierro, y disputó su primer partido el 1 de julio del mismo año. Tras inscribirse en la Federación Regional Centro (actual Real Federación de Fútbol de Madrid) avanzó hasta la Segunda Categoría Preferente en los años 1930. Sin embargo, la entidad tuvo que cesar su actividad en 1936 por la guerra civil española y permaneció inactiva durante una década.
El equipo quedó reconstituido el 4 de septiembre de 1946, fecha de su inscripción en la Federación Castellana desde la Segunda Categoría Ordinaria, y de ahí avanzó posiciones hasta debutar en Tercera División en la temporada 1954-55. Sus actuaciones en ese nivel no fueron demasiado exitosas, ya que en los años 1960 alternaría la categoría de bronce con las regionales. El crecimiento demográfico de Leganés motivó la construcción de nuevas instalaciones como el campo municipal Luis Rodríguez de Miguel, inaugurado en 1966 y sede del club durante más de tres décadas.
El principal impulsor del Club Deportivo Leganés fue el empresario manchego Jesús Polo González, quien asumió la presidencia desde 1978 hasta 2005. En el momento de su llegada el equipo blanquiazul se encontraba en Tercera División, pero el crecimiento de la ciudad propició una inversión que les dotaría de mayor potencial. El jugador bandera de esa categoría y primera leyenda del Club fue Benjamín Moreno, quien estuvo cinco temporadas en Leganés (1980-85), con 165 partidos jugados y 52 goles anotados. Después de consolidarse en la categoría castellana, en 1986-87 quedó tercero y ascendió a Segunda División B gracias al aumento de grupos. El otro hombre clave fue el entrenador Luis Ángel Duque, quien llegó al club en la campaña 1989-90 y construyó un bloque de jugadores que aspiraba promocionar a categoría profesional.
Finalmente, en la temporada 1992-93 logró ascender a Segunda División, después de finalizar primero en la fase de grupos y vencer una promoción contra el Elche, Xerez y Palencia sin ceder una sola derrota. El ascenso se certificó el 27 de junio de 1993 frente al conjunto ilicitano en el Luis Rodríguez de Miguel. La llegada a la Liga de Fútbol Profesional (LFP) implicaba la transformación del C. D. Leganés en sociedad anónima deportiva, concluida el 21 de septiembre de 1995 con Jesús Polo como máximo accionista.

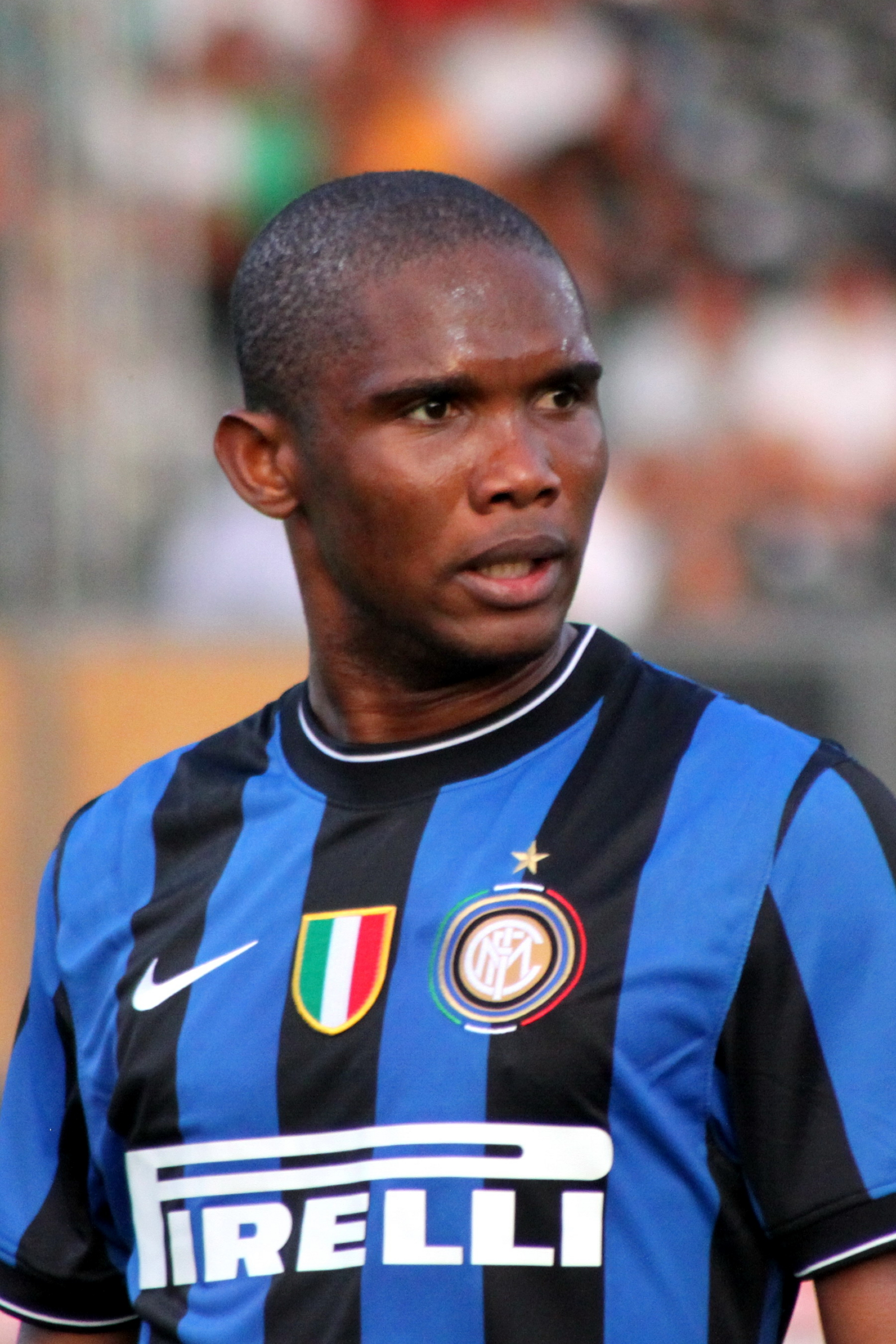
Samuel Eto'o debutó a nivel profesional en el Leganés en el año 1997-98.

El Leganés permaneció once temporadas consecutivas en Segunda, si bien los comienzos resultaron difíciles. En 1994-95 el equipo finalizó penúltimo y a priori debía perder la categoría, pero se benefició de la ampliación de Primera a 22 miembros y del descenso administrativo del Palamós. Su mejor posición fue un octavo lugar en 1996-97, año en que se quedaron a las puertas de jugar la promoción. El 14 de febrero de 1998 fue inaugurado el Estadio Municipal de Butarque, sobre cuyo césped pudo verse a jugadores como Catanha, Samuel Eto'o y Patxi Puñal antes de despuntar en la máxima categoría.
En la temporada 2003-04 se produjo el descenso en un curso muy convulso: el equipo fue adquirido por un productor musical argentino, Daniel Grinbank, quien conformó un plantel con José Pekerman en la dirección deportiva, Carlos Aimar de entrenador, y hasta dieciséis jugadores sudamericanos. La baja rentabilidad de la inversión provocó que Grinbank abandonara el proyecto en invierno, descubriéndose además que la compra nunca se había oficializado. Y aunque Jesús Polo regresó a la presidencia, los malos resultados condenaron al Leganés a la división de bronce.

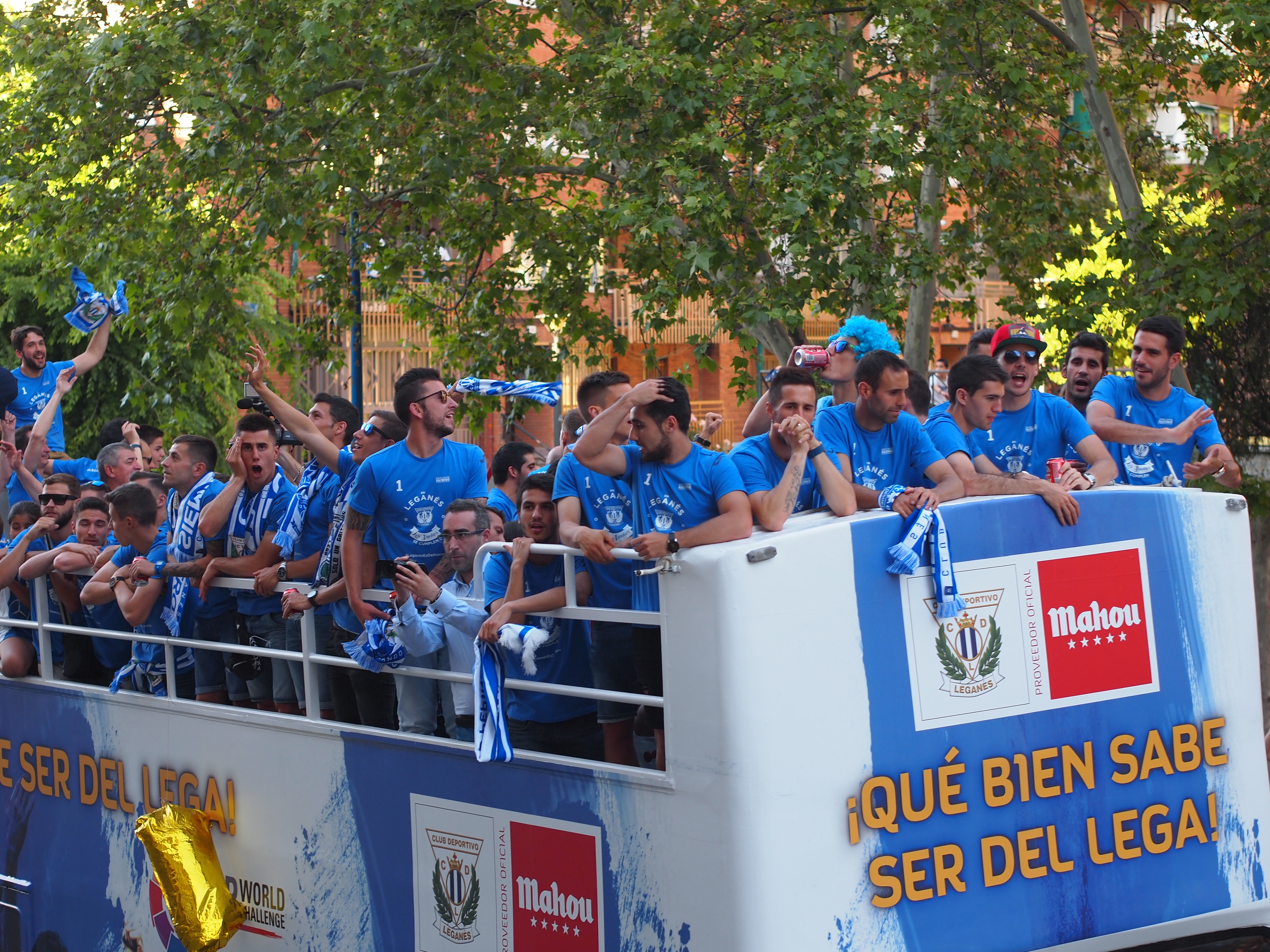
Celebración del ascenso a Primera División del Leganés en 2016.

El cuadro blanquiazul se centró en regresar a categoría profesional, pero los resultados en Segunda B no le acompañaron. La dirigencia que suplió a Polo, encabezada por el empresario local Rubén Fernández como nuevo presidente, no fue capaz de enderezar el rumbo deportivo y como consecuencia de la crisis económica hubo casos de impagos a jugadores, temiéndose incluso por la supervivencia de la entidad. No obstante, en diciembre de 2008 se produjo la compra del club por parte del empresario local Felipe Moreno, mientras que su esposa María Victoria Pavón asumió la presidencia. Los nuevos dueños saldaron todas las deudas, reestructuraron la entidad, y diseñaron un plan encaminado a recuperar la masa social local. Si bien el objetivo seguía siendo ascender, el Leganés tuvo una trayectoria deportiva inestable en la que se sucedieron hasta diez entrenadores en cuatro temporadas, y dos eliminaciones en el play-off de ascenso como mayor logro.
La llegada en 2013 del entrenador vasco Asier Garitano supuso un punto de inflexión para el C. D. Leganés. Gracias a un estilo de juego que priorizaba la solidez defensiva, el cuadro «pepinero» quedó subcampeón en la 2013-14 y retornó a Segunda División, al imponerse en la fase de ascenso a L'Hospitalet con un gol de chilena de Carlos Álvarez. En su vuelta a LaLiga finalizó décimo, y en la temporada 2015-16 dio la sorpresa al lograr el ascenso directo a Primera División como segundo clasificado, resuelto en la última jornada con el gol de cabeza de Pablo Insua que les daba la victoria sobre el Mirandés. Después de 88 años de historia, los leganenses habían alcanzado el máximo nivel del sistema de ligas español.

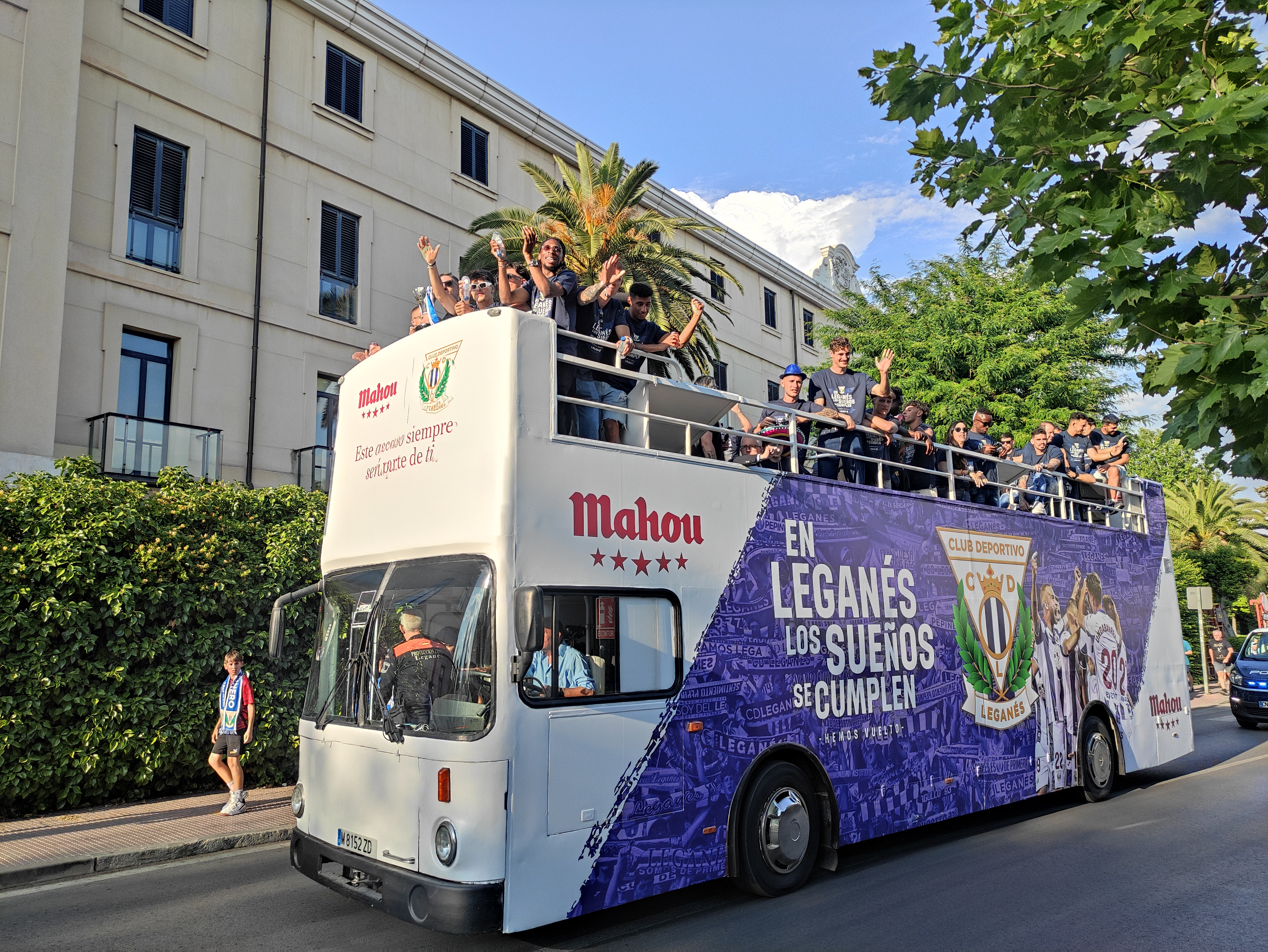
Celebración del segundo ascenso a Primera División en 2024.

El Leganés debutó en Primera División en el año 2016-17 y logró permanecer cuatro temporadas en la élite. En las dos primeras campañas mantuvo un bloque similar al ascenso, con Asier Garitano como técnico y el argentino Martín Mantovani como capitán; después de debutar con una salvación en las últimas jornadas, en la campaña 2017-18 mejoró sus prestaciones y llegó hasta las semifinales de la Copa del Rey después de haber eliminado al Real Madrid. Garitano abandonó el club en 2018 y fue reemplazado por el Mauricio Pellegrino, quien hizo varios fichajes y logró la mejor clasificación «pepinera» en Primera con un decimotercer lugar. No obstante, en la temporada 2019-20 el equipo cayó a los puestos de promoción y eso conllevó la salida del técnico argentino. La situación se vio agravada por la venta a mitad de curso de Youssef En-Nesyri y Martin Braithwaite, las dos estrellas del plantel. A pesar de que el mexicano Javier Aguirre tomó las riendas, el Leganés no pudo evitar el descenso en la última jornada.
El equipo madrileño permaneció cuatro años en Segunda División. En ese periodo se produjo la llegada en 2022 de un nuevo propietario, grupo inversor estadounidense Blue Crow Sports, liderado por el dirigente deportivo Jeff Luhnow.En la temporada 2023-24, bajo la dirección de Borja Jiménez, el Leganés se proclamó campeón de Segunda en la última jornada y consiguió el retorno a la máxima categoría.
Sin embargo, su estancia en la máxima categoría fue efímera. A pesar de vencer por 3-0 al Real Valladolid en la última jornada, el equipo madrileño descendió nuevamente a Segunda División debido a la victoria simultánea del RCD Espanyol sobre la UD Las Palmas, lo que dejó al Leganés en la 18.ª posición con 40 puntos, a uno de la salvación.

## Uniforme
El C. D. Leganés viste un uniforme blanco y azul a rayas verticales, con pantalón y medias blancas. La segunda equipación es totalmente verde. La tercera equipación es morada con tonos rosas, en apoyo a todas las personas que sufren enfermedades raras. El fabricante es la empresa española Joma y para la temporada 2022-23 el patrocinador principal es la empresa propietaria del club, Blue Crow Sports.
Los colores distintivos actuales se adoptaron en 1954, están presentes en el escudo y son también representativos de la ciudad. El primer Leganés de 1928 vistió una camiseta azul y grana, posteriormente cambiada por una tricolor en verde, blanco y rojo. Cuando la entidad fue refundada en 1946 se adoptó una equipación completamente verde, reemplazada ocho años después por la blanquiazul. Desde entonces el verde ha sido tradicionalmente usado para el segundo uniforme.
| 1928-1946 | 1946-1954 | Actual |

## Infraestructura

### Estadio

Panorámica del Estadio Municipal de Butarque desde el lateral.

El C. D. Leganés disputa sus partidos como local en el Estadio Municipal de Butarque, con aforo para 13 089 espectadores y césped natural.Fue inaugurado el 14 de febrero de 1998 con una capacidad original de 8138 localidades; la construcción corrió a cargo del grupo ACS y el gasto de 700 millones de pesetas fue costeado entre el ayuntamiento de Leganés —propietario de la instalación— y el gobierno de la Comunidad de Madrid. Después del ascenso a Primera División se ha aumentado su capacidad, y está prevista una futura ampliación de hasta 16 000 asientos.
El palco y la zona de prensa están situados en la tribuna, físicamente dividida del resto de las gradas, que destaca por ser el único sector techado. El resto del campo se divide en una grada lateral y dos fondos, siendo el fondo sur el destinado a las aficiones rivales. En los alrededores se encuentra el campo anexo «Jesús Polo», de hierba artificial, empleado por el fútbol base y otros equipos de la localidad.
Antes de trasladarse a Butarque se han utilizado tres recintos distintos. En su primer año estuvo en un terreno cedido por el ejército en el Campo del Tiro, para después marcharse a un campo de tierra en la plaza Roma. Desde 1966 hasta 1998 estuvo asentado en el estadio Luis Rodríguez de Miguel, con capacidad para 5000 espectadores y un campo de tierra que en los años 1980 pasó a ser de césped natural. Sobre los terrenos del desaparecido campo se han construido la nueva casa consistorial y la plaza Mayor de Leganés.

### Instalaciones deportivas

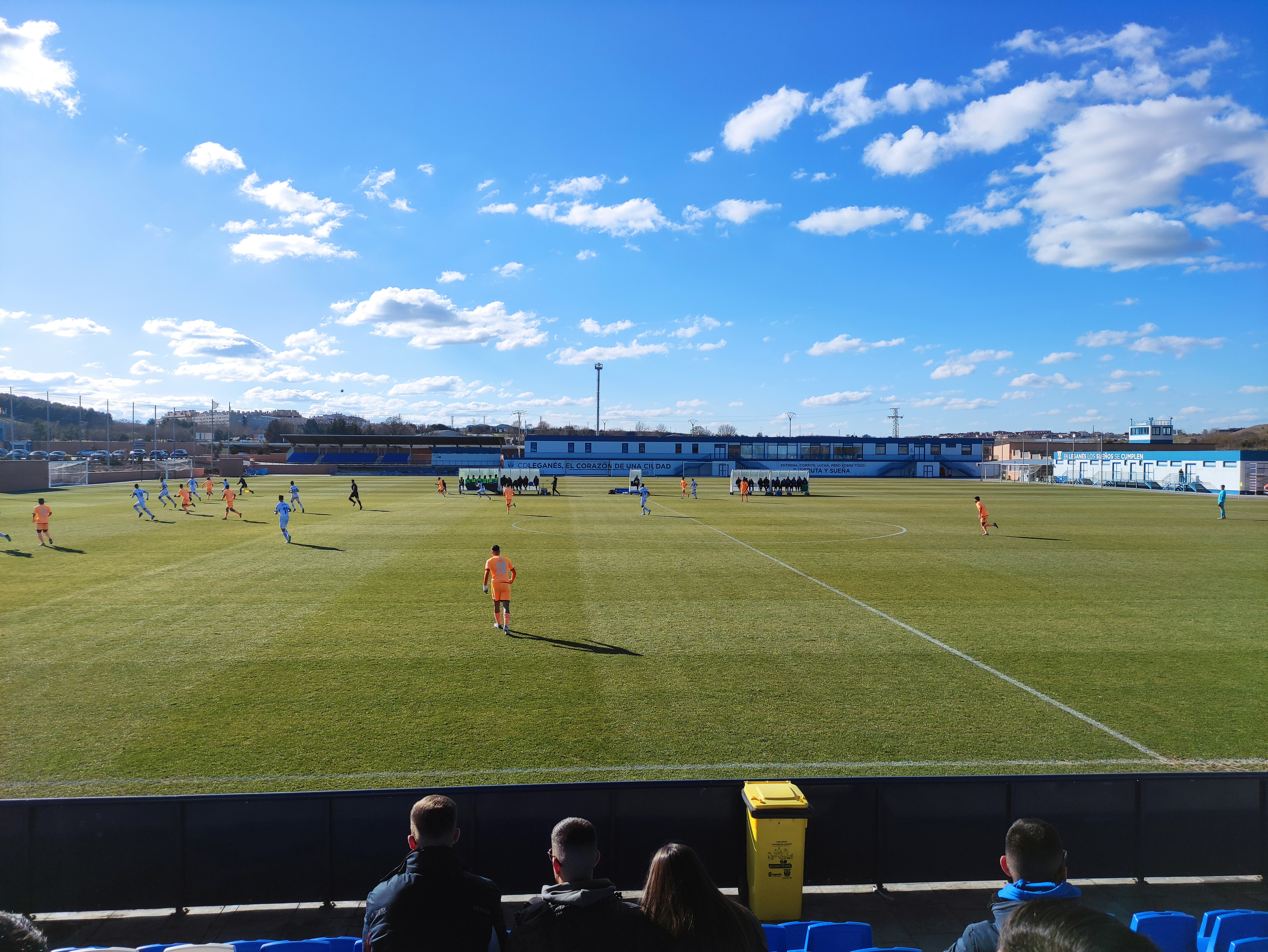
Partido del C.D. Leganés "B" en la Instalación Deportiva Butarque.

Desde 2017 entrena en la Instalación Deportiva Butarque, ampliada con una ciudad deportiva que ha sido sufragada por el club. Este recinto dispone de campos de hierba natural para entrenamientos, así como un gimnasio, salas médicas, comedor y aparcamiento. El terreno principal cuenta con una grada de 1750 localidades y es utilizado por el equipo filial y el Juvenil A.
El resto de categorías inferiores juegan en el Anexo de Butarque «Jesús Polo» (hierba artificial, 1300 espectadores), y el fútbol base dispone además del polideportivo municipal «La Cantera» (hierba artificial, 400 espectadores).

## Organigrama

### Jugadores

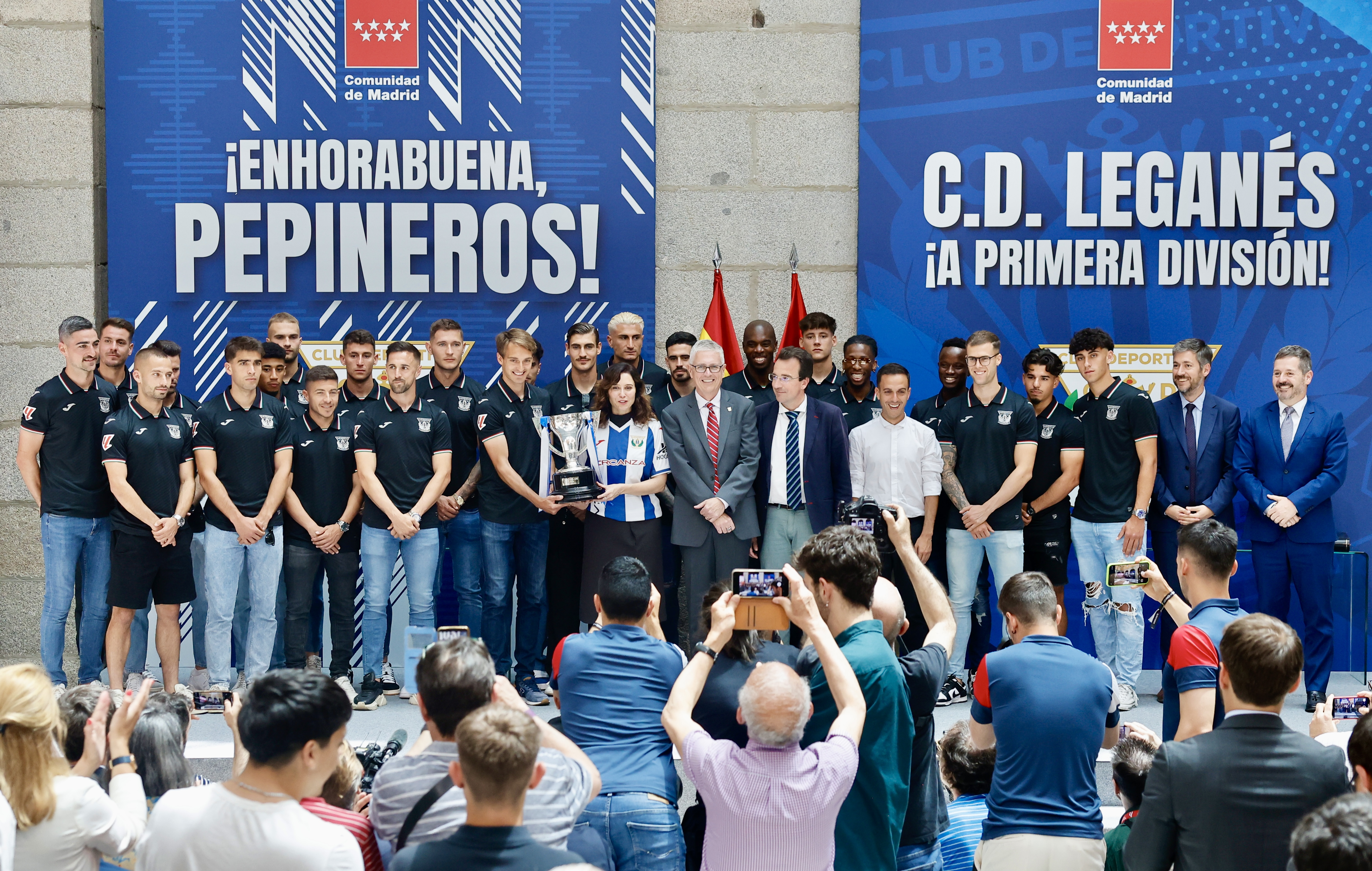
Recepción de la presidenta de la Comunidad de Madrid, Isabel Díaz Ayuso, al equipo que logró el campeonato de Segunda 2023-24.

Entre todos los jugadores del Leganés de los que se tienen registros estadísticos, Miguel Ángel es tanto el máximo goleador como el que más partidos ha disputado. Más de 550 futbolistas han formado parte de la entidad desde el debut en Segunda División B en la temporada 1987-88.

El futbolista extranjero con más partidos en el Leganés es el argentino Martín Mantovani, un total de 150 en cinco temporadas. Se considera que el primer foráneo del equipo fue el delantero bosnio Nebojša Gudelj en la edición 1996-97, y al año siguiente llegaron otros como Andréi Moj, Catanha, Teixeira y un jovencísimo Samuel Eto'o a préstamo del Real Madrid. Las plantillas del Leganés han estado compuestas mayoritariamente por futbolistas españoles salvo en la temporada 2003-04, cuando Daniel Grinbank contrató 16 futbolistas sudamericanos: quince argentinos y un chileno. Esto fue posible porque el único extracomunitario era Fede Domínguez y el resto tenían doble nacionalidad europea, aplicándose la ley Bosman.
| Máximos goleadores | Máximos goleadores                                          | Máximos goleadores | Más partidos disputados | Más partidos disputados | Más partidos disputados |
| ------------------ | ----------------------------------------------------------- | ------------------ | ----------------------- | ----------------------- | ----------------------- |
| 1.                 | Miguel Ángel                                                | 65 goles           | 1.                      | Miguel Ángel            | 283 partidos            |
| 2.                 | Luis Soler                                                  | 41 goles           | 2.                      | Óscar Fernández         | 282 partidos            |
| 3.                 | «Quini» Álvarez                                             | 39 goles           | 3.                      | Javier Aguilera         | 276 partidos            |
| 4.                 | Miguel Peces                                                | 24 goles           | 4.                      | José Luis Dorado        | 257 partidos            |
| 5.                 | Alexander Szymanowski / Antonio / José Priego / José Arnaiz | 22 goles           | 5.                      | Raúl Arribas            | 219 partidos            |
| 6.                 | Mikel Arruabarrena / «Dioni» Villalba                       | 21 goles           | 6.                      | Julián Ronda            | 197 partidos            |
| 7.                 | Nacho Aznar / Quique / Aníbal Zurdo / Javier Eraso          | 20 goles           | 7.                      | José Jesús Mesas        | 184 partidos            |
| 8.                 | Carlos Martínez / Miguel de la Fuente                       | 19 goles           | 8.                      | Javier Eraso            | 182 partidos            |
| 9.                 | Borja Pérez                                                 | 18 goles           | 9.                      | David Díaz-Guerra       | 181 partidos            |
| 10.                | Sergio Pachón / Gabriel Pires                               | 17 goles           | 10.                     | Raúl Moreno             | 171 partidos            |

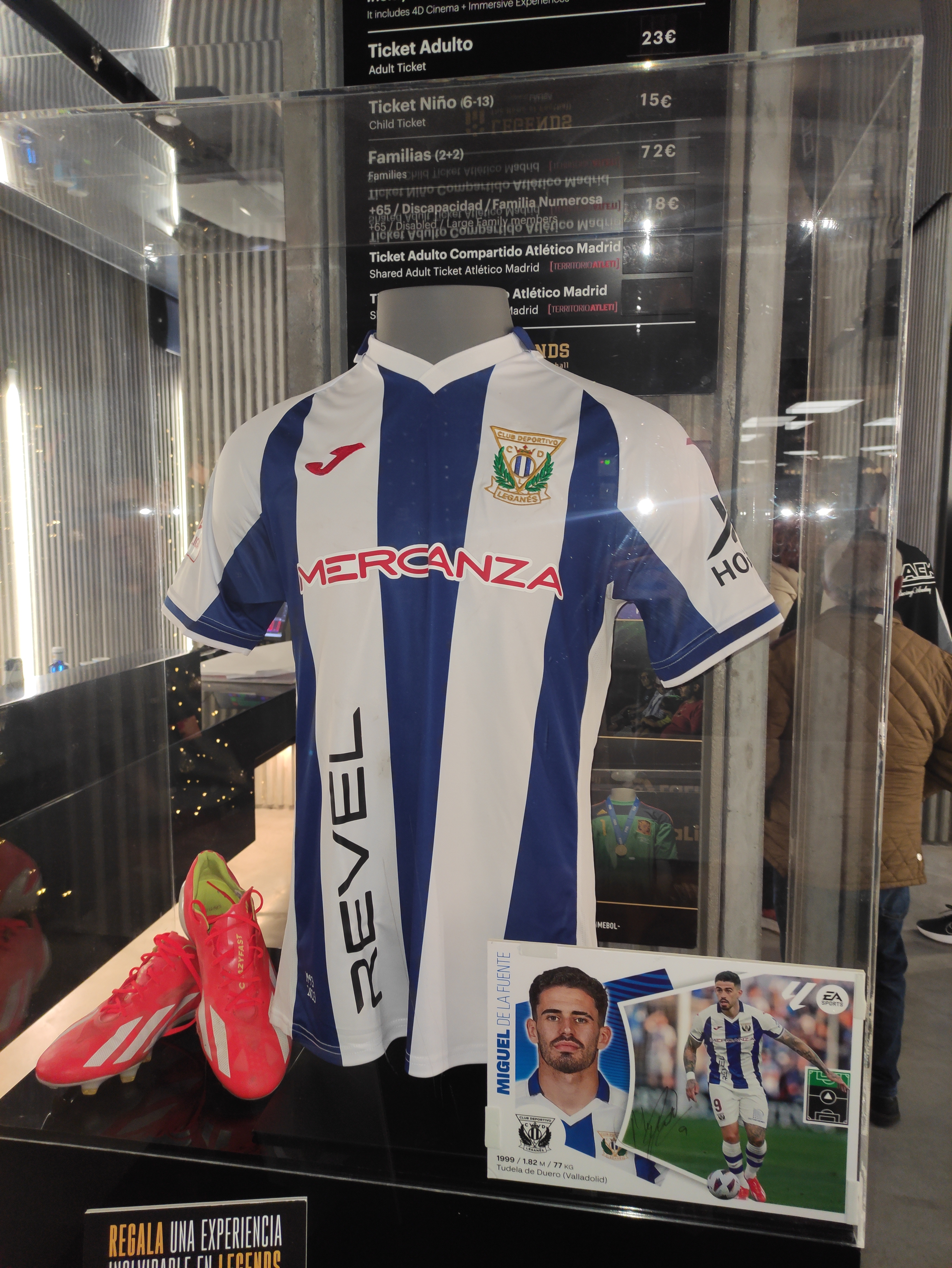
Camiseta y botas con las que Miguel de la Fuente logró el ascenso a Primera División en 2024, octavo máximo goleador del Lega.

El fichaje más caro en la historia del club ha sido el del delantero Youssef En-Nesyri en 2018, por el que se pagaron algo más de 5 millones de euros al Málaga Club de Fútbol, seguido del centrocampista José Manuel Arnaiz Díaz también en 2018 y de Martin Braithwaite y Kenneth Omeruo en 2019, por los que se pagaron 5 millones de euros, y las contrataciones del centrocampista Luis Perea en 2020 por tres millones de euros al Club Atlético Osasuna, del central griego Dimitrios Siovas en 2017, por el que se pagaron 2,7 millones de euros al Olympiacos, del argentino Ezequiel Muñoz (1,5 millones) en 2017 y del marfileño Mamadou Koné (1,3 millones) en 2016. Por otro lado, las ventas más altas han sido las de Youssef En-Nesyri por 20 millones de euros al Sevilla F. C., Martin Braithwaite por 18 millones de euros al F. C. Barcelona, Diego Rico por 15 millones de euros al AFC Bournemouth, la venta de los derechos de Thomas Partey en diferentes años (pese a no haber jugado con el club) por un total de 11 millones, el traspaso de Gabriel Appelt al Benfica por 10 millones de euros, la venta conjunta de Sergio Pachón y Antonio López al Real Valladolid C. F. por 400 millones de pesetas en 2000, la de Alfredo Sánchez Benito al Club Atlético Osasuna por 100 millones de pesetas,  la de Erik Morán (300 000 euros al AEK de Atenas) y la Sergio Postigo (130 000 euros al Spezia Calcio).
En cuanto a futbolistas internacionales, los primeros en ser convocados por su país mientras estaban en el club han sido Adrián Marín con la española sub-21, Carl Medjani con la absoluta de Argelia, y Darwin Machís con Venezuela.

### Entrenadores
El organigrama deportivo del C. D. Leganés consta de una secretaría técnica, encargada de gestionar los fichajes, y de un entrenador que se ocupa de todos los aspectos deportivos. El actual director deportivo es «Txema» Indias, mientras que el puesto de entrenador lo ocupa Borja Jiménez.
El técnico que más temporadas ha estado al frente del equipo es Luis Ángel Duque, más de 300 partidos en tres etapas: desde 1990 hasta 1995, incluyendo el primer ascenso a Segunda División; en la edición 2005-06, y de nuevo en 2009-10. Además ha ejercido la dirección deportiva entre 2006 y 2010. Por otro lado, se considera que el entrenador blanquiazul más exitoso ha sido Asier Garitano. Desde su llegada en 2013 hasta su salida en 2018, el club pasó de jugar en Segunda B a encadenar dos temporadas en Primera División. En sus dos etapas como entrenador pepinero se sitúa como el segundo técnico con más partidos dirigidos, con 258.

### Filiales
El principal filial es el Club Deportivo Leganés "B", que milita en el grupo V de Segunda División RFEF desde 2021. Fue fundado en 1959 como un equipo independiente denominado «Agrupacion Deportiva Legamar», pero el 4 de junio de 1991 fue absorbido bajo la presidencia de Jesús Polo. En las ediciones de 1995-96 y 1997-98 llegó a disputar la Segunda División B (equivalente a la Primera Federación). Desde 2016-17 existe un tercer equipo, el Club Deportivo Leganés "C", que milita en la Primera Regional de la Comunidad de Madrid.
Por debajo se encuentran las categorías inferiores, que van desde los 13 hasta los 18 años. Su máximo exponente es el Juvenil «A» que compite en el grupo V de División de Honor Juvenil. En total hay tres equipos juveniles, tres en Cadete, tres en Infantil, tres en Alevín, dos en Benjamín y uno en prebenjamín. Existe un equipo de fútbol femenino, si bien no tiene consideración profesional. El director del fútbol base es Jorge Broto.
Dentro de su política de fútbol base, la entidad gestiona desde 2010 una Escuela de Fútbol que cuenta con más de 600 alumnos desde los 4 hasta los 18 años, repartidos en 40 equipos, y que está reconocida por la Real Federación de Fútbol de Madrid. Además de instruir a los niños en la práctica de este deporte, pretende ayudarles en su integración, aprendizaje y crecimiento..

## Datos del club

### Junta Directiva

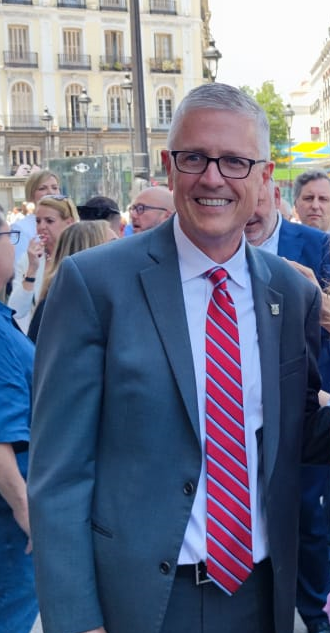
Jeff Luhnow, Presidente del Club desde 2022.

- Jeffrey A. Luhnow, Consejero-vocal Presidente.
- Juan Antonio Ortiz Bernal, Consejero-vocal.
- Juan Porras Pedraza, Consejero-vocal.
- Winston Lacayo, Consejero-vocal.
- Richard Hojel, Consejero-vocal.
- Alfredo Garzón Vicente, secretario no consejero.

### Organigrama del Club
- Jeff Luhnow, presidente.
- Eduardo Cosín, vicepresidente.
- Martín Ortega, director general.
- Andrés Pardo, director deportivo.
- Jorge Broto, fútbol base.
- Víctor Marín, comunicación.
- David Monjo, delegado.
- Martín Mantovani, relaciones institucionales

### Accionariado
- Blue Crow Sports Group: 99,1%.
- Otros accionistas minoritarios: 0,9%.

### Trayectoria
| Nivel | Categoría             | Temporadas | Debut   | Última vez | Total |
| ----- | --------------------- | ---------- | ------- | ---------- | ----- |
| 1.º   | Primera División      | 5          | 2016-17 | 2024-25    | 5     |
| 2.º   | Segunda División      | 17         | 1993-94 | 2023-24    | 17    |
| 3.º   | Tercera División      | 9          | 1954-55 | 1967-68    | 25    |
| 3.º   | Segunda División B    | 16         | 1987-88 | 2013-14    | 25    |
| 4.º   | Tercera División      | 10         | 1977-78 | 1986-87    | 10    |
| 5.º   | Categorías Regionales | 23         | 1946-47 | 1976-77    | 23    |

### Palmarés

#### Torneos nacionales

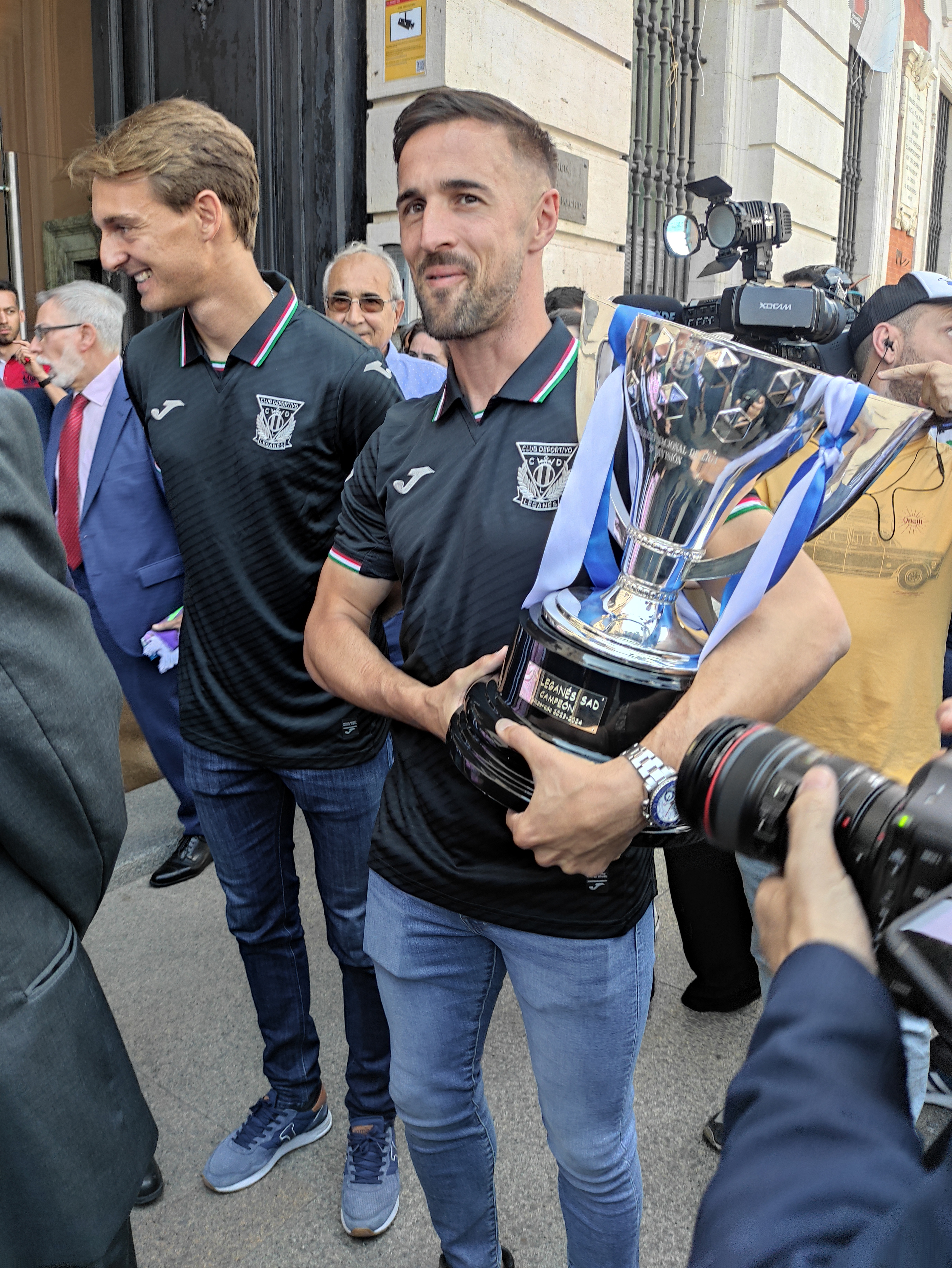
Jorge Miramón con el trofeo del primer campeonato profesional ganado por el club, el de la Segunda División de España 2023-24.

| Competición            | Títulos                   | Subcampeonatos   |
| ---------------------- | ------------------------- | ---------------- |
| Segunda División (1)   | 2023-24                   | 2015-16          |
| Segunda División B (1) | 1992-93                   | 2012-13, 2013-14 |
| Tercera División (1)   | 1985-86                   | -                |
| Preferente Madrid (3)  | 1949-50, 1953-54, 1976-77 | -                |

#### Torneos amistosos
| Competición                             | Títulos | Subcampeonatos                                                                            |
| --------------------------------------- | --- | ----------------------------------------------------------------------------------------- |
| Trofeo Villa de Leganés (24)            | 1983, 1987, 1989, 1990, 1991, 1992, 1994, 1995, 1996, 1998, 2006, 2007, 2008, 2009, 2012, 2013, 2014, 2016, 2017, 2018, 2019, 2021, 2023, 2024 | 1980, 1984, 1985, 1986, 1993, 1997, 1999, 2000, 2001, 2002, 2003, 2004, 2005, 2010, 2022. |
| Trofeo Vallecas (1)                     | 2017 | 2016                                                                                      |
| Trofeo Puchero de Alcorcón (2)          | 1993, 2015 | 1980, 1999, 2019                                                                          |
| Trofeo Ciudad de Ávila (3)              | 1989, 1995, 1996 |                                                                                           |
| Trofeo Uralita de Getafe (1)            | 1977 | 1976                                                                                      |
| Trofeo Ciudad de Tomelloso (1)          | 2006 |                                                                                           |
| Trofeo Feria de San Julián (Cuenca) (1) | 2000 |                                                                                           |
| Trofeo Feria de Toledo (1)              | 2010 | 2001, 2008                                                                                |
| Trofeo Alcarria (1)                     | 2017 |                                                                                           |
| Trofeo Teresa Herrera (1)               | 2024 |                                                                                           |

#### Distinciones individuales
- Trofeo Miguel Muñoz: Asier Garitano (Segunda División 2015-16, Primera División 2016-17).
- Trofeo Zamora: Diego Conde (Segunda División 2023-24).

## Símbolos

### Himno
El himno oficial del equipo, denominado «Homenaje al Leganés», fue compuesto y estrenado en 1992. Se atribuye su creación a Mariano Sánchez Maroto, un peñista del club, con música de Óscar Núñez y voz de Regino, todos naturales de la localidad. A pesar de que ninguno de ellos eran músicos profesionales, se cubrió el vacío a través de esta iniciativa popular.
En 2015 se estrenó un nuevo himno, «Siempre seremos el Lega», obra del poeta y compositor de canciones Santiago Gómez Valverde e interpretado por el grupo de rumba flamenca Aldeskuido, naturales del barrio de Zarzaquemada. El himno tradicional sigue sonando al comienzo de cada partido, mientras que el nuevo se pone tras el pitido final.

### Escudo
El escudo del Leganés tiene forma triangular. En la parte superior se incluye la descripción «Club Deportivo», mientras que en la inferior figura una corona triunfal y el nombre de la ciudad. En el interior del blasón hay un roel en azur y argén, adornado con una corona marquesal que representa el marquesado de Leganés.
La enseña es una adaptación del escudo establecido en la vuelta a la actividad deportiva en 1946 tras el parón de la Guerra Civil, si bien el original era de sinople y argén.

### Rivalidades
En el plano deportivo el equipo mantiene rivalidad con el Getafe Club de Fútbol, un municipio cercano a siete kilómetros de distancia, con el que disputa el llamado «Derbi del sur de Madrid». El primer encuentro oficial tuvo lugar en 1946, cuando ambos clubes formaban parte de las divisiones regionales, y se ha celebrado en distintas categorías hasta alcanzar la máxima división del fútbol español, donde coincidieron por primera vez en la temporada 2017-18.
También mantiene una rivalidad histórica con el Club Deportivo Toledo.